# Placa comemorativă a medicului Nicolae Testemițanu (Chișinău)
Placa comemorativă a medicului Nicolae Testemițanu este o placă comemorativă amplasată pe bd. Ștefan cel Mare, 165 în Chișinău, Republica Moldova. A fost un monument de artă și istoric de importanță națională inclus în Registrul monumentelor Republicii Moldova ocrotite de stat cu nr. 316 (municipiul Chișinău), până la excluderea acestuia în 2018. Datează din 1989.